# Tegernsee Triathlon

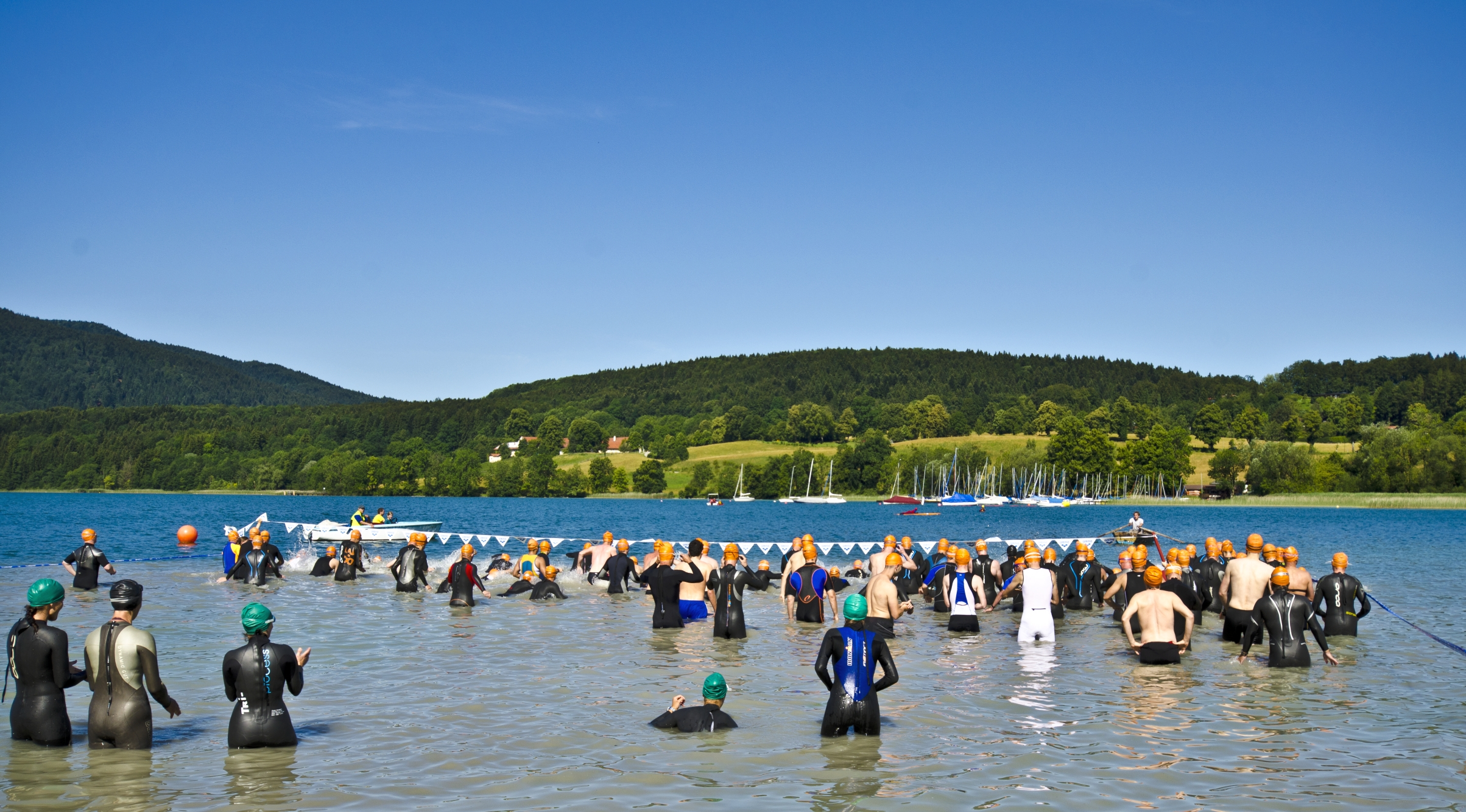
Schwimmstart beim Tegernsee Triathlon in Gmund am Tegernsee

Der Tegernsee Triathlon ist eine Triathlonveranstaltung, die jährlich in Gmund am Tegernsee, im und um den Tegernsee ausgetragen wird.

## Organisation
Der Tegernsee Triathlon wird als Rennen über zwei Distanzen angeboten:
- Sprintdistanz (600 m Schwimmen, 20 km Radfahren und 5 km Laufen)
- Kurzdistanz (1,5 km Schwimmen, 40 km Radfahren und 10 km Laufen)

### Geschichte
Der Triathlon am Tegernsee wurde 2019 zum 23ten mal ausgetragen.
In den Jahren 2020 und 2021 konnte die Veranstaltung aufgrund der COVID-19 Pandemie nicht stattfinden, sie war bei der Austragung 2022 wie schon 2019 erneut ausgebucht.
Das nächste Rennen findet am 6. Juli 2025 statt.